# Matthias Damm
Matthias Damm (* 22. April 1954 in Mittweida) ist ein ehemaliger deutscher Politiker (CDU), er war von 2015 bis 2022 Landrat des Landkreises Mittelsachsen.

## Leben

### Ausbildung und Beruf
Damm studierte von 1972 bis 1976 Elektrotechnik bzw. Elektronik an der Technischen Universität Dresden und schloss sein Studium als Diplom-Ingenieur ab. Von 1976 bis 1990 arbeitete er im VEB Elfema Mittweida und war dort zuletzt als Justitiar tätig. Daneben leistete er von 1977 bis 1979 seinen Grundwehrdienst in der Nationalen Volksarmee und absolvierte von 1984 bis 1990 ein Jura-Fernstudium an der Humboldt-Universität Berlin, welches er als Diplomjurist beendete. Seit 1990 arbeitet Damm als Rechtsanwalt in Mittweida.
Damm ist verheiratet und hat zwei Kinder.

### Politische Karriere
Politisch betätigt sich Damm in der CDU, deren Mitglied er seit 1994 ist. Von 1990 bis 2001 war er Ratsmitglied im Stadtrat von Mittweida. In dieser Zeit war er von 1990 bis 1994 Präsident der Stadtverordnetenversammlung von Mittweida, sowie von 1994 bis 2001 Erster Stellvertreter des Bürgermeisters und Fraktionsvorsitzender der CDU-Fraktion in der Stadtverordnetenversammlung. Im August 2001 wurde er Bürgermeister von Mittweida und stellte mit der Übernahme dieses Amtes seine Zulassung als Rechtsanwalt ruhend. Ab dem 1. August 2008 bekleidete er den Titel eines Oberbürgermeisters. Des Weiteren war er von 2004 bis 2008 Mitglied des Kreistages des Landkreises Mittweida. Nachdem dieser im Zuge der Kreisreform Sachsen 2008 mit den Landkreisen Döbeln und Freiberg zum Landkreis Mittelsachsen fusioniert wurde, war Damm seit 2008 Mitglied dessen Kreistages und bekleidet dort das Amt des Fraktionsvorsitzenden der CDU/RBV-Fraktion bis zu seiner Wahl zum Landrat 2015. Ebenfalls seit 2008 war er stellvertretender Vorsitzender der CDU-Kreisverbandes im Landkreis Mittelsachsen. Damm war Mitglied im Kommunalbeirat der Envia Mitteldeutsche Energie.
Bei der Wahl zum Oberbürgermeister von Mittweida im Juli 2015 trat Damm nicht mehr an. Stattdessen kandidierte er für das Amt des Landrates des Landkreises Mittelsachsen und gewann mit 65,7 % der abgegebenen Stimmen. Aufgrund der Altersbegrenzung für eine Kandidatur laut Sächsischer Landkreisordnung, konnte Damm 2022 nicht erneut zur Landratswahl antreten.